# GOLFING WORLD
『GOLFING WORLD』（ゴルフィング・ワールド）はIMG（アメリカ合衆国）が制作し、全世界で放送されているゴルフ情報番組である。
同番組は、PGAツアー、LPGAツアー、ヨーロピアンツアーを中心とした世界各地のゴルフツアーの試合ダイジェストを中心に、選手の素顔、最新のゴルフ事情を取り上げている。
日本では『ワールドゴルフマガジン』の題名で、GAORAが2015年1月から放送権を取得し、GAORAと、親会社の毎日放送（関西ローカル）で放送を開始したが、MBSでは2018年12月20日（12月19日深夜）をもって放送終了。2020年1月現在、GAORAでの放送も終了している（放送終了時期不詳）。

## 放送日時（初回）
- GAORA 毎週日曜日更新（時間不定　2015年1月18日開始）
- MBSテレビ　毎週木曜2:34-3:04（水曜深夜　2015年1月22日<21日深夜>放送開始）

初回の放送は「2014年シーズンプレイバック ▽ベストプレーヤー　R.マキロイ▽ベストショット　P.クリーマー▽ベストキャディ　C.コネリー」（現地2015年1月初旬に放送）。
いずれも2015年1月の放送をもってGAORA/MBSでの放送が終了した『FIFAフットボール・ムンディアル』（最終回は現地2014年12月末に放送された内容）の後枠番組である。

## 主要コーナー
- マイヒーロー
- マイベストショット
- ウォーク・ザ・コース
- 世界のゴルフコース
- 著名プロ選手らへのインタビュー

## 日本語版ボイスオーバー・ナレーション
- 松尾まつお
- 枝村みどり